# Elda Grin
Elda Grin ('Էլդա Գրին,; Tbilisi, 10 marzo 1928 – 27 ottobre 2016) è stata una scrittrice e psicologa armena.

## Biografia
Nata a Tibilisi col nome di Elda Ashoti Grigoryan nel 1928,  dal 1943 al 1947 studiò alla Facoltà di Lingue Straniere dell'Istituto Pedagogico Russo di Erevan. Alcuni dei suoi lavori sono stati tradotti in russo, lituano, polacco, ceco, inglese, slovacco, giapponese e altre lingue. 
Elda Grin fu docente di psicologia all'Università Statale di Yerevan nonché membro dell'Unione degli Scrittori di Armenia dal 1985.

## Opere Letterarie
Ha pubblicato otto raccolte di racconti tra cui: 
- “Uno schizzo notturno” (1973),
- “Il mio giardino” (1983),
- “Vogliamo vivere splendidamente” (2000),
- Requiem (2002)
- “Lo spazio dei sogni” (2004).